# Hamad bin Abdullah Al Sharqi
Le cheikh Hamad bin Abdullah Al Sharqi est le premier dirigeant reconnu de la famille régnante Al Sharqi de Fujairah, l’un des États de la Trêve et aujourd'hui l'un des Émirats arabes unis (EAU). Il dirige Fujairah lors de plusieurs insurrections contre la domination des Al Qasimi, présidant une période turbulente durant laquelle l’émirat est pratiquement indépendant, bien que les Britanniques refusent de lui accorder le statut d’État de la Trêve à part entière.

## Insurrection
Hamad est le chef du village de Fujairah en 1879 lorsqu’il mène une insurrection au printemps de cette année contre le cheikh Saqr bin Khalid Al Qasimi (en) de Sharjah, qui revendique la suzeraineté sur la côte du Golfe d’Oman (connue sous le nom de Shamaliyah) et a placé un esclave nommé Sarur à la tête de Fujairah. Cette rébellion fait suite à une longue période de querelles pour la possession de certaines zones côtières entre les Al Qasimi de Sharjah et de Ras Al Khaimah et le sultan de Mascate.
L’insurrection remplace Sarur et une délégation est envoyée auprès du cheikh Saqr, mais elle est mal reçue, emprisonnée, et une force est renvoyée contre les insurgés, prenant le Fort Fujairah (en) et forçant Hamad bin Abdullah à s’exiler. À la fin de cette année-là ou au début de 1880, Hamad revient de son exil et mène une nouvelle tentative pour proclamer l’indépendance de Fujairah, réussissant cette fois à prendre le fort de Fujairah, tuant huit hommes parmi les défenseurs.
La paix est soumise à l'arbitrage du dirigeant de Ras Al Khaimah et, en 1881, Hamad bin Abdullah signe un document confirmant sa dépendance envers Sharjah. Les Britanniques estiment alors que « l’indépendance complète de Fujairah ne devait pas être encouragée ». Cependant, Hamad est un sujet turbulent et joue habilement Sharjah et Ras Al Khaimah l’un contre l’autre, tout en impliquant le sultan de Mascate chaque fois que possible.

## Le fort Al Bithnah
En 1884, il s’empare du fort d’Al Bithnah, un atout stratégique important protégeant le Wadi Ham (en), principale route vers l’intérieur depuis la Shamaliyah.

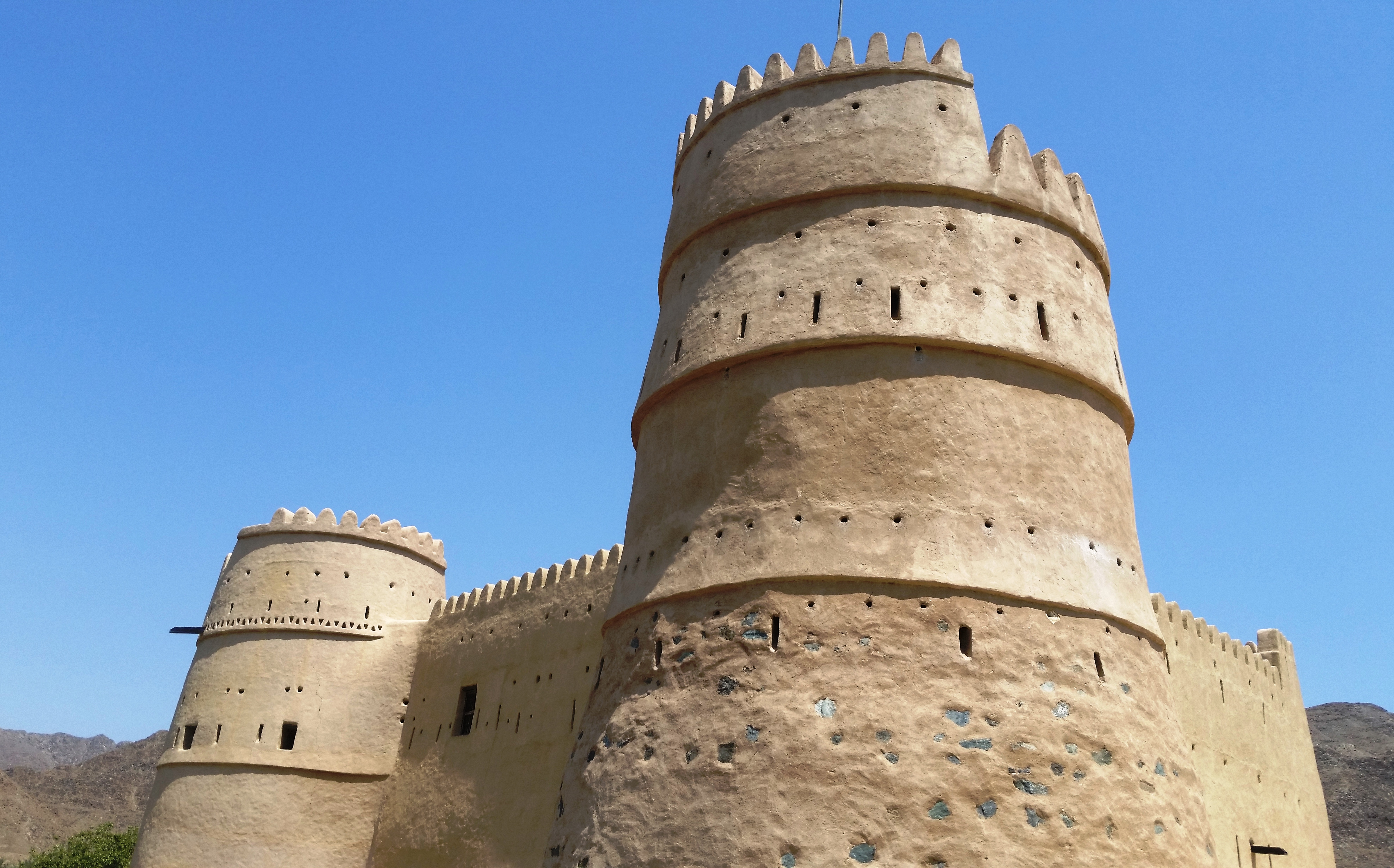
Fort d’Al Bithnah

Le contrôle de Bithnah se révèle essentiel pour Hamad bin Abdullah lorsque, en 1901, il refuse à nouveau la suzeraineté de Sharjah et utilise le fort de Bithnah pour refuser de porter secours au chef de Kalba, parent du cheikh Saqr bin Khalid de Sharjah.
Comme dans tant d’occasions dans l’histoire des États de la Trêve, le conflit s’envenime et chaque camp rassemble ses soutiens. En avril 1902, Saqr bin Khalid Al Qasimi rassemble une force de 250 Bédouins montés pour attaquer Fujairah, tandis que Hamad bin Abdullah sollicite l’aide de Dubaï et Ajman ainsi que celle du sultan de Mascate. Les Britanniques, alertés de l’imminence du conflit, interviennent et avertissent Mascate et Dubaï de se retirer. En tentant de négocier le différend à Sharjah, l’agent résident britannique constate que Saqr bin Khalid se dit incapable de contrôler ses Bédouins, tandis que Hamad bin Abdullah refuse de reconnaître un sauf-conduit vers Sharjah comme étant légitime.
En novembre, changeant d’attitude conciliante, Saqr bin Khalid fait tuer deux hommes de Fujairah en route pour Ajman.
Le mois suivant, l’agent politique britannique à Bahreïn, Gaskin, se rend à Sharjah à bord du *RIMS Lawrence*, puis à Fujairah, et mène deux jours de négociations entre les parties belligérantes. La situation devenant de plus en plus menaçante sur terre et les deux parties étant intransigeantes, la tentative de médiation est abandonnée, les Britanniques les laissant régler la situation seuls, sous la seule condition de respecter la paix maritime.
En proclamant son indépendance en 1901, le cheikh Hamad obtient la reconnaissance de ce statut par toutes les parties concernées, à l’exception des Britanniques.
En 1903, les Britanniques décident à nouveau de ne pas reconnaître Fujairah, le considérant comme une dépendance de Sharjah. Malgré une offensive de Saqr bin Khalid contre Bithnah en début d’année et un appel à la paix de Curzon lors de son vice-régence en 1903, Fujairah reste tout au plus une dépendance nominale, et en 1906 est revendiqué comme dépendance d’Abu Dhabi, sans opposition de Sharjah.

## Guerre avec Kalba et Khor Fakkan
En 1926, les relations tendues entre Fujairah et les dépendances de Sharjah, Kalba et Khor Fakkan, éclatent en guerre ouverte, bien que Hamad bin Abdullah ait épousé la fille du wali (en) Al Qasimi des deux villes. Les combats se poursuivent durant les trois années suivantes et reprennent en 1927.
Le cheikh Hamad bin Abdullah Al Sharqi meurt au début des années 1930 et est remplacé par son fils, Saif bin Hamad Al Sharqi (en).